# Селенид цинка
Селени́д ци́нка (ZnSe) — бинарное соединение цинка и селена, прямозонный полупроводник с шириной запрещённой зоны 2,82 эВ при абсолютном нуле и 2,68 эВ — при комнатной температуре. При комнатной температуре — лимонно-жёлтый порошок с структурой вюрцита или цинковой обманки. Стехиометрическому составу селенида цинка отвечает минерал штиллеит.

## Получение
Монокристаллы селенида цинка выращивают направленной кристаллизацией расплава под давлением либо химическим парофазным осаждением.
В литературе описан также электрохимический способ получения ZnSe: электролит — серная либо соляная кислота, катод изготовлен из сплава селена и платины, в качестве анода — цинковая жесть.

## Применение
- Используется в инфракрасной оптике[4], в том числе в высокомощных CO2-лазерах.
- В конце 2012 года было заявлено о разработке оптоволокна с сердечником из ZnSe[5].
- Является возможным материалом для сине-голубых светодиодов[6].
- Детекторы рентгеновского излучения[7].